# 스테비훈

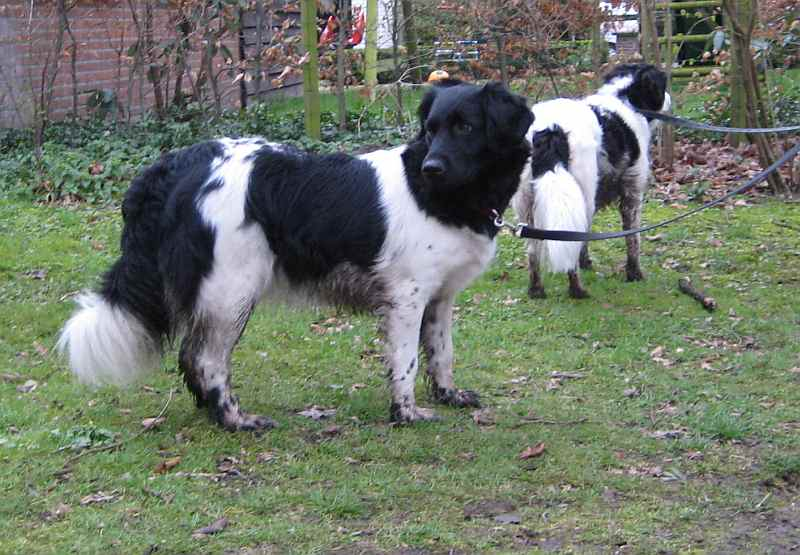

스테비훈(Stabyhoun, Stabijhoun 또는 Stabij)은 세계에서 가장 희귀한 개 품종 중 하나이다. 네덜란드 프리슬란트(Friesland) 지방 출신이다. 기원은 프리슬란트 동부와 남동부의 숲이 우거진 지역에 있다. 이 품종은 1800년대 초반으로 거슬러 올라가는 네덜란드 문헌에 언급되어 있지만, 1960년대가 되어서야 이 품종이 원래 지방 밖에서 알려지게 되었다. 최초의 스테비훈은 수십 년 후인 2000년대에 네덜란드를 떠났다. 스테비훈이라는 이름은 대략 "[나는] 개 옆에 선다"로 번역된다. 이 개는 네덜란드 국보로 간주된다. 오늘날 전 세계적으로 스테비훈은 수천 마리에 불과하다.

## 같이 보기
- 홀스타인 (소)